# St. Wolfgang im Salzkammergut
St. Wolfgang im Salzkammergut, Sankt Wolfgang im Salzkammergut – gmina targowa w Austrii, w kraju związkowym Górna Austria, w powiecie Gmunden. Leży w Salzkammergut, na północnym brzegu jeziora Wolfgangsee, u stóp góry Schafberg. W okresie zimowym jest to popularny ośrodek narciarstwa.

## Historia
Miasto powstało na miejscu celi pustelniczej Świętego Wolfganga – biskupa Ratyzbony i od niego przyjęło nazwę.
Podczas II wojny światowej był tu umieszczony podobóz Dachau.

## Zabytki
Kościół pw. św. Wolfganga (St. Wolfgang) umiejscowiony w samym centrum miejscowości liczy ponad tysiąc lat. Główny ołtarz kościoła jest dziełem średniowiecznego artysty z Tyrolu Michaela Pachera.